# Партия мира и развития (Сомали)
Партия мира и развития (сомал. Xisbiga Nabadda Iyo Horumarka), сокращённо ПМР — политическая партия Сомали, основанная в 2011 году Хасаном Шейхом Махмудом, президентом Сомали в 2012—2017 годах и с 2022 года. Члены НДП единогласно избрали его председателем партии в апреле 2011 года с мандатом исполнять обязанности лидера в течение следующих трёх лет. Руководство партии также имеет связи с «Аль-Ислах», сомалийским отделением «Братьев-мусульман».
В октябре 2019 года партия присоединилась к Форуму национальных партий — альянсу сомалийских политических партий, которые договорились совместно работать над решением политических вопросов Сомали и вопросов безопасности.

## Цели партии
Основные цели:
1. Создать государственную администрацию, которая возьмет под свой контроль всю территорию Сомали, и восстановить национальное единство, порядок, законность, сотрудничество и братство сомалийского народа.
2. Уделить приоритетное внимание восстановлению мира и политическому и социальному примирению в целом.
3. Уважать права сомалийского гражданина, такие как его религия, жизнь, честь, богатство и интеллект, чтобы иметь гражданина, который выполняет свои национальные обязанности.
4. Укреплять и поощрять распространение культуры мира, консультаций, благого управления, верховенства права, независимости судебных органов, борьбы с коррупцией и злоупотреблением властью.
5. Добиться постоянной конституции в соответствии с исламскими законами шариата и многопартийной системы, с тем чтобы власть могла передаваться мирным путем.
6. Стимулировать экономический рост и обеспечить справедливое распределение ресурсов страны.
7. Содействовать образованию, научным исследованиям, культуре, здравоохранению и охране окружающей среды.
8. Поощрять женщин, молодежь и детей, заботиться о семье, сиротах и инвалидах.
9. Укреплять и развивать отношения с международными странами, международными организациями и региональными организациями в интересах сосуществования, мира и сотрудничества.
10. Поощрять участие сомалийской диаспоры в политическом, дипломатическом и экономическом развитии и поддерживать сохранение культуры, например развитие обучения детей языку.